# Mòdem
| Dial up modem noises                                                              |
|                                                                                   |
| Sons típics d'un mòdem en connectar-se a Internet a través d'una línia telefònica |
|                                                                                   |

Un mòdem (en plural, mòdems) és un aparell electrònic capaç de convertir un senyal digital de dades en un altre senyal analògic que pugui ser transmès per un canal dissenyat per a senyals analògics. Així doncs, les dues principals funcions d'aquest dispositiu són la modulació i demodulació d'un conjunt de dades, d'aquí el seu nom: modulador-demodulador, de l'anglès modulator-demodulator. La paraula «mòdem» és normativa en català, ja que va ser inclosa el març de 2007 al Diccionari de l'Institut d'Estudis Catalans.
Tot i que van ser inventats a mitjans del segle xx, no es van popularitzar massivament fins a la difusió de l'accés a Internet als anys 1990. El mòdem per marcatge (dial-up modem en anglès) va ser el més estès, fent servir sèries de comandaments estàndard, o més aviat, acceptades per la majoria de fabricants, com per exemple les ordres Hayes. També els fax fan servir un sistema mòdem per transmetre la informació en línies telefòniques analògiques.
Els mòdems actuals inclouen moltes funcions addicionals, com el marcatge automàtic, mètodes de compressió i correcció de dades, etc. Per això són configurables per programari mitjançant comandes especials encara que surtin de fàbrica amb una configuració per defecte. A dia d'avui, 2020s, hi ha mòdems USB amb un portatargetes SIM integrat (per exemple, Huawei E220), és a dir, només es necessita un port d'USB i un mòdem per connectar-se a Internet.
Malgrat la gran estesa de línies digitals, com la fibra òptica, el mòdem de connexió telefònica encara és àmpliament utilitzat per clients en zones rurals, on el servei DSL, cable, satèl·lit o fibra òptica no està disponible o no estan disposats a pagar el que cobren les empreses de distribució de senyal. Com a exemple, l'empresa estatunidenca AOL, una de les més grans del sector de les telecomunicacions, va declarar al seu informe anual de 2012 que encara ingressava uns 700 milions de dòlars en subscripcions d’uns tres milions d’usuaris de connexió telefònica per utilitzar mòdems.